# پاندورا (خواننده)
پاندورا (به انگلیسی: Pandora) با نام اصلی آنلی مگنوسون (به انگلیسی: Anneli Magnusson) (زاده ۲۰ ژوئن ۱۹۷۰) خواننده سوئدی است.